# Aimeric de Belenoi

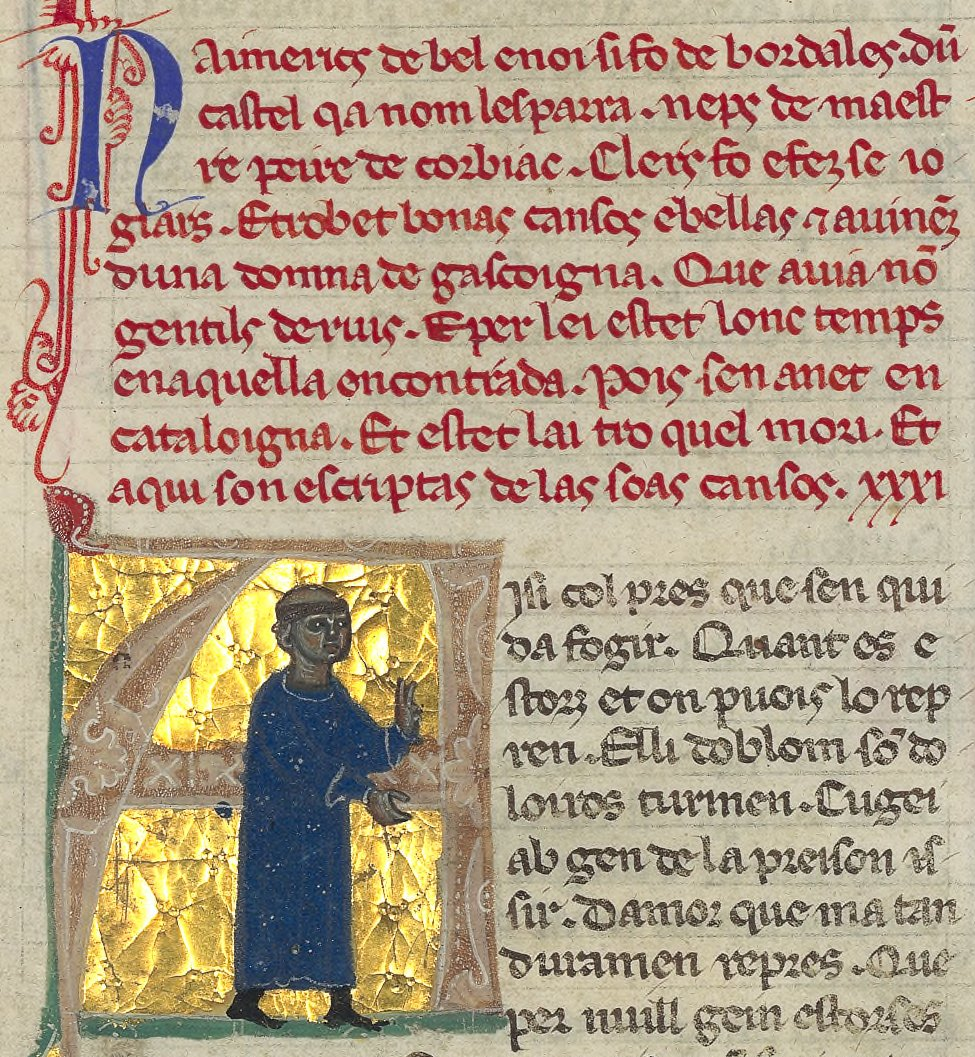
BnF ms. 12473 fol. 111; Cançoner K. Vida, en rojo, y miniatura que representa Aimeric de Belenoi.

Aimeric de Belenoi (1216 - Cataluña, 1242) fue un clérigo y trovador del siglo XIII nacido en el castillo de Lesparre-Médoc, cerca de Burdeos. Al menos quince de sus canciones sobreviven y hay siete más que se le atribuyen. Sus obras hacen referencia a hechos de Toulouse, Provenza e Italia, cosa que parece demostrar su talante viajero. Se puede encontrar también citado en viajes a Saboya, Castilla y Cataluña, donde falleció. 
Los versos de Aimeric fueron editados por primera vez por Maria Dumitrescu, en su libro Poésies lleva troubadour Aimeric de Belenoi publicado en París en 1935. Dumitrescu indica que las composiciones de Aimeric de Belenoi son «banales», a pesar de su gran popularidad durante el período que vivió. 
Dante lo cita en su obra De vulgari eloquentia consagrado dentro de la poesía en lengua vulgar (no latina). 

## Biografía

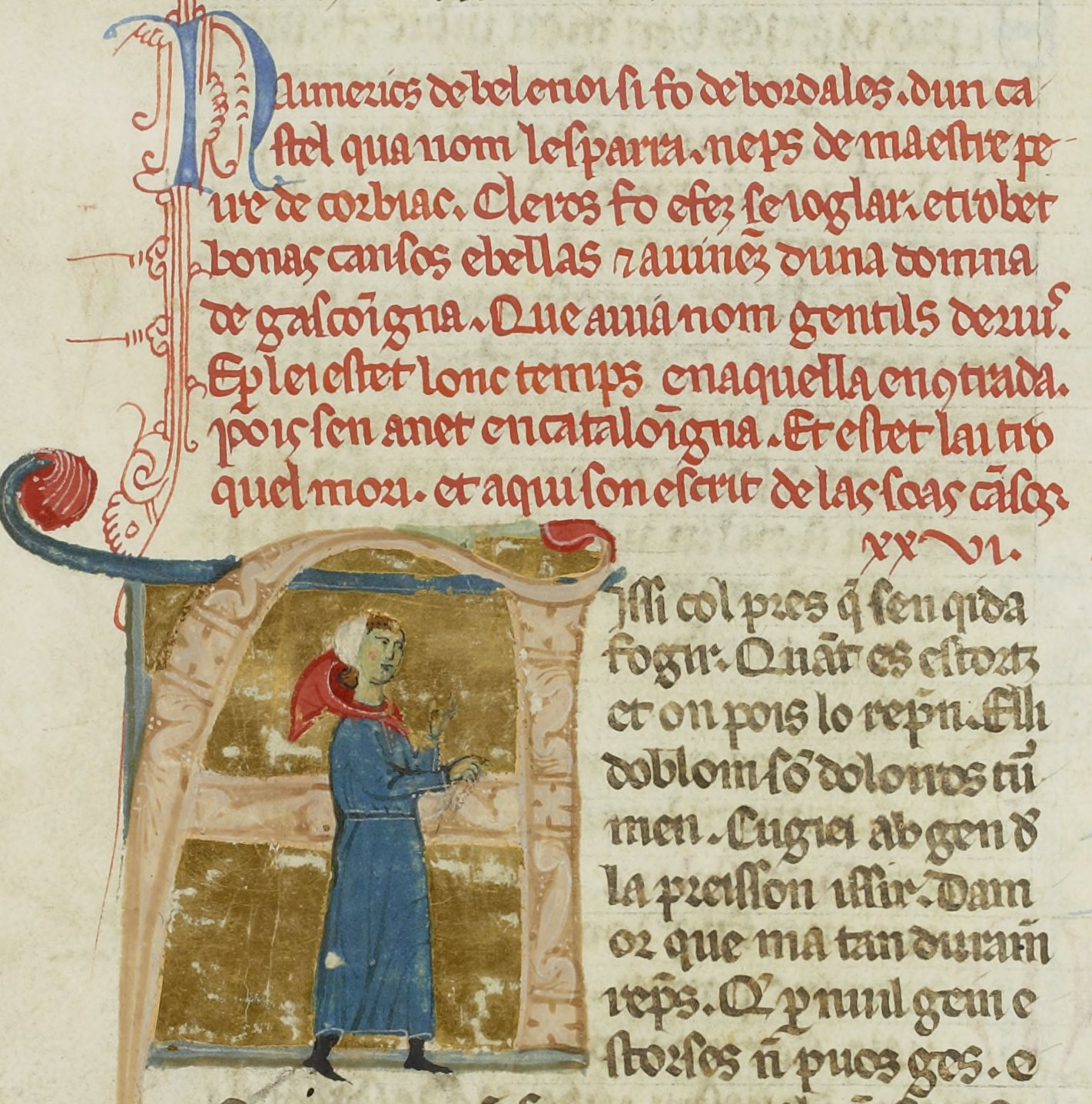
BnF ms. 854 fol. 125v; Cançoner I

Aimeric de Belenoi empezó su carrera como juglar junto a Gente de Rius, una dama noble gascona. Después se acercó a los miembros de la Casa de Saboya visitando sus castillos en Chambéry, Suiza, en Bourget, y también en Évian-les-Bains, en Chillon y Moudon. Fue especialmente apreciado por Margarita de Genevois (verso 1180-25 de abril de 1236), esposa del conde Tomás I de Saboya (1178-1233), a quien dedicó uno de sus poemas:
Dona Na Margarid
E vezers, e gens aculhirs
Provon que res nos vos sofranh
De so que a pro domna tanh

## Obras
- (9,3) Aissi quo'l tomado que se cuja huir
- (9,4) Aissi cum se pros afortitz
- (9,7) Ahora'm destrenh Amores
- (9,12) Meravilh me cum puede se apelhar
- (9,13) No'm laissa ni'm quiere retener
- (9,14) Nulhs se no puede cumplir adrechamen
- (9,15) Por Cristo se ieu crezes Amor
- (9,17) Pos Dieus nos a restaurado
- (9,18) Puois lo gays tiempos de pascor
- (9,8) Selh que promete a sueño coral amigo
- (9,20) Se a almidones plazia
- (9,1) Ailas por que vive lonjamen ni dura
- (9,9) Domna, flor
- (9,6) Anc, puois qe giois ni canç
- (9,21) Tanto se de Amor honratz sos senhoratges
- (9,5) A'l delgado preso de'ls breves jorns bravos
- (9,11) Ya non creirai q'afanz ni cossirers
- (9,13a) Nulhs se en re no falh (algunos cançoners lo atribuyen a Raimbaut de Vaqueiras pero la crítica cree que no es de Raimbaut) (con música conservada en el cançoner R, único cançoner que atribuye esta canción a Peirol)
- (9,16) Pus de Joy mueve e de Plazer
- (9,19) Can mí perpens ni me arbire
- (9,10) Consiros, cum partitz de amor

- (11,2) Fins e leials e senes tot engan (atribuida a Aimeric de Sarlat)

### Ediciones
- Dumitrescu, Maria, Poésies du troubadour Aimeric de Belenoi. París, 1935. (en francés)
- A. Poli, Aimeric de Belenoi. Le poesie, Nápoles/Perugia, 1997

### Repertorios
- Alfred Pillet / Henry Carstens, Bibliographie der Troubadours von Dr. Alfred Pillet [...] ergänzt, weitergeführt und herausgegeben von Dr. Henry Carstens. Halle: Niemeyer, 1933 [Aimeric de Belenoi es el número PC 9]
- Favati, Guido (editor), Le biografie trovadoriche, testi provenzali dei secc. XIII e XIV, Bologna, Palmaverde, 1961, p. 317
- Martí de Riquer, Vidas y retratos de trovadores. Textos y miniaturas del siglo XIII, Barcelona, Círculo de Lectores, 1995 p. 131-133